# Kruszyna (obwód grodzieński)
Kruszyna (biał. Крушына; ros. Крушина) – chutor na Białorusi, w obwodzie grodzieńskim, w rejonie mostowskim, w sielsowiecie Piaski.
W dwudziestoleciu międzywojennym miejscowość leżała w Polsce, w województwie białostockim, w powiecie wołkowyskim, w gminie Piaski.